# Семерак Михайло Михайлович
Михайло Михайлович Семерак (нар. 20 листопада 1940) — український науковець, доктор технічних наук, професор, заслужений діяч науки і техніки України, лауреат Державної премії України в галузі науки і техніки, завідувач кафедри теплоенергетики, теплових та атомних електричних станцій, Інституту енергетики та систем керування Львівської політехніки. 

## Життєпис
Середню школу закінчив у селі Нагачів Яворівського району Львівської області у 1959. Того ж року поступив на механіко-математичний факультет Львівського державного університету імені Івана Франка. Від 1961 по 1964 відслужив у війську. У 1968 закінчив університет і був направлений до Фізико-механічного інституту Академії наук України, де працював як інженер і навчався в аспірантурі. У 1974 захистив кандидатську дисертацію на тему «Температурні поля і напруження в пластинчатих елементах з включеннями» за спеціальністю 01.02.04 — механіка твердого деформівного тіла в Одеському державному університеті імені Мечнікова.
З 1973 по 1976 очолював лабораторію «Термомеханіки». З 1976 по 1994 завідував науково-виробничим відділом обчислювального центру Інституту прикладних проблем механіки і математики Академії наук України. З 1994 по 2005 очолював кафедру фізики у Львівському національному аграрному університеті. З 2005 по 2017 був завідувачем кафедри «Термодинаміки і фізики» у Львівському державному університеті безпеки життєдіяльності. З січня 2018 очолює кафедру «Теплоенергетики, теплових та атомних електричних станцій» у Національному університеті «Львівська політехніка».

## Відзнаки
- Лауреат Державної премії України в галузі науки і техніки (1980);
- Заслужений діяч науки і техніки України (2009);
- Почесна грамота Кабінету міністрів України (2018);
- Почесна грамота Президії Академії наук України (1980);
- Почесна Відзнака МНС України (2008);
- Знак «Винахідник СРСР» (1985);
- Почесна грамота МНС України (2008);
- Знак «Знак пошани» Міністерства аграрної політики України (2001);
- Почесна Грамота Львівської обласної адміністрації (2011);
- Срібна медаль ВДНГ СРСР (1983)

## Основні публікації
Михайло Семерак є автором понад 450 публікацій, в тому числі 4 монографій, 12 навчальних посібників та 37 авторських свідоцтв і 5 патентів.
1. Подстригач Я. С., Коляно Ю. М., Семерак М. М. «Температурные поля и напряжения в елементах електроваукумных приборах». — Київ, Наукова думка, 1981. — 342с.
2. Стадник Б. І., Семерак М, М., Дмитраш І. П., «Автоматизоване проектування контактних термоперетворювачів». — Київ, Наукова думка, 1991. — 152с.
3. Kolyano, Yu.M., Semerak, M.M. (1971). Dynamic thermal stresses in elastoviscous semiinfinite thin plates with finite velocities of heat propagation. Strength of Materials, 3(8), 909—911. doi: 10.1007/bf01527646
4. Tkachenko, N.N., Pogoretskii, R.G., Semerak, M.M., Zafiiovskii, Yu.M., Matseiko, M.M. (1972). Stress gradient as one of the causes of the scale effect on the brittle fracture of materials. Strength of Materials; 4(6), 727—730. doi: 10.1007/bf01529920
5. Podstrigach, Ya.S., Kolyano, Yu.M., Koifman, Yu.I., Magnolin, A.M., Semerak, M.M., Cherevata, N.I., Gromovyk, V.I. (1975). Stresses in the vicinity of metal — Glass seals in electronic equipment with variation of the surrounding temperature. Soviet Materials Science: a transl. of Fiziko-khimicheskaya mekhanika materialov / Academy of Sciences of the Ukrainian SSR, 9(3), 339—341. doi: 10.1007/bf01529920
6. Kolyano, Yu.M., Semerak, M.M., Guk, V.M. (1976). Thermal stresses in plates with rod inserts. Soviet Applied Mechanics 12(4), 387—392. doi: 10.1007/bf00882848
7. Kolyano, Yu.M., Semerak, M.M., Dmitrash, I.P. (1981). Temperature field in a plate containing a system of heat sources. Journal of Engineering Physics 40(3), 308—314. doi: 10.1007/bf00820561
8. Dmitrash, I.P., Osyka, M.I., Semerak, M.M., Stolyarchuk, P.G. (1982). Temperature distribution in a nuclear quadrupole temperature sensor. Measurement Techniques 25(3), 255—258. doi: 10.1007/bf00831333
9. Термомеханіка: Бібліографічний показник вітчизняної і зарубіжної літератури за 1965—1981 рр. / Коляно Ю. М., Семерак М. М., Яворська О. Я. — Львів, Видавництво Львівська наукова бібліотека ім. В. Стефаника АН УРСР, 1986, в 5 — и книгах.
10. Olexandra Hotra and Michael Semerak «Heat properties of microelectronic heat flux sensors on the base of AgCuSe», Proc. SPIE 5124, Optoelectronic and Electronic Sensor V, (22 September 2003); doi: 10.1117/12.517064; https://doi.org/10.1117/12.517064
11. Величко Л. Д., Лозинський Р. Я., Семерак М. М. «Термодинаміка і теплопередача в пожежній справі». Навчальний підручник. Львівський державний університет безпеки життєдіяльності. — Львів: Видавництво «СПОЛОМ», 2011. — 504 с.
12. Лопушанський Я. Й., Семерак М. М. «Радіаційна безпека. Ізотопи». Довідник. Львівський державний університет безпеки життєдіяльності. — Львів: Видавництво «СПОЛОМ», 2012. — 288 с.
13. Козяр М. М., Лопушанський Я. Й., Семерак М. М. «Радіаційна безпека. Ядерна енергія». Посібник. — Львів: Ліга — Прес, 2014. — 288 с.
14. Лопушанський Я. Й., Семерак М. М. «Радіаційна безпека. Йонізуючі випромінювання». Посібник. — Львів: Львівський державний університет безпеки життєдіяльності, 2016. — 356 с.
15. Лопушанський Я. Й., Семерак М. М. «Збірник задач і запитань з радіаційної фізики». — Львів: Львівський державний університет безпеки життєдіяльності. 2011. — 304 с.
16. Балицький О. І., Семерак М. М., Балицька В. О., Субота А. В., Еліша Я., Вус О. Б. Аналіз пожежно — водневої безпеки турбогенераторних залів на енергоблоках електростанцій.// Пожежна безпека: Збірник наукових праць. — Львів: Львівський державний університет безпеки життєдіяльності, — 2012. № 21. — С. 13 — 18.
17. Семерак М. М., Субота А. В., Новак В. М., Байтала В. М. Математичне моделювання вогнестійкості несучих металевих конструкцій машинних залів електростанцій. // Пожежна безпека: Збірник наукових праць. — Львів: Львівський державний університет безпеки життєдіяльності, — 2012. № 21. — С. 7 — 12.
18. Семерак М. М., Новак В. М., Субота А. В. Підвищення пожежної безпеки машинних залів атомних і теплових електростанцій. // Сучасні проблеми систем електропостачання промислових та побутових об'єктів: Збірник наукових праць. — Донецьк: ДВАЗДонНТУ, 2012. — С. 81 — 88.
19. Balitskii, A., Semerak, M., Balitska, W., Subota, A., Wus, O. (2015) Hydrogen degradation of the pressure gas tanks materials after long-term service. Solid State Phenomena, 225, 39-44. doi: 10.4028/www.scientific.net/SSR.225.39
20. Mykhailo Semerak, Sergii Pozdeev, Roman Yakovchuk, Olga Nekora and Oleksandr Sviatkevych (2018). Mathematical modeling of thermal fire effect on tanks with oil products. MATEC Web Conf., 247. doi:https://doi.org/10.1051/matecconf/201824700040
21. Семерак М. М., Лис С. С., Коваленко Т. П. Аналіз процесу плазмової переробки радіоактивних відходів // Ядерна та радіаційна безпека.-2019.-с.23-29 (Scopus)
22. Лис С. С., Семерак М. М., Юрасова О. Г. Розроблення методу розрахунку процесу газифікації низькосортного палива у суцільному шарі на основі експериментальних досліджень // Науковий вісник НЛТУ України: збірник науково-технічних праць.-2019.-Т.29, № 1.-с.87-92.